# Цель — Луна
«Цель — Луна» (англ. Moonshot) — телефильм 2009 года, посвящённый 40-летней годовщине высадки человека на Луну, — грандиозная реконструкция одного из самых незабываемых событий человеческой истории. Миллиарды людей по всему миру, затаив дыхание, следили за опасной миссией космического корабля «Аполлон-11», завершившейся абсолютным триумфом. На фоне хорошо известных фактов миссии «Аполлона-11» в картине разворачивается захватывающая история неизвестных доселе обстоятельств подготовки полёта: технические сложности и хитросплетениях взаимоотношений астронавтов, кропотливое изложение деталей путешествия, дополненных никогда не публиковавшимися архивными съёмками в HD качестве, передовые спецэффекты, воссоздающие во всей полноте этот уникальный эксперимент.

## Сюжет
Фильм о высадке американских астронавтов на Луну развенчивает множество мифов, существовавших десятилетия, и рассказывает о непростых взаимоотношениях людей, которым было доверено совершить исторический полёт.

## В ролях
- Дэниел Лапейн — Нил Армстронг
- Джеймс Марстерс — Базз Олдрин
- Эндрю Линкольн — Майкл Коллинз
- Уильям Хоуп — психолог
- Анна Максвелл Мартин — Джанет Армстронг
- Колин Стинтон — Bob Gilruth
- Майкл Дж. Рейнольдс — Gene Aldrin
- Урсула Бертон — Marilyn Lovell
- Найджел Уитми — Deke Slayton
- Ричард Диллейн — Том Стаффорд